# Девід Ґрін (вершник)
Девід Ґрін (англ. David Green, 28 лютого 1960) — австралійський вершник.
Олімпійський чемпіон 1992 року в командному триборстві.